# 清水寺 (長野市若穂保科)
阿弥陀山清水寺（せいすいじ）は、長野県長野市若穂保科にある真言宗智山派の寺院。信濃三十三観音霊場第16番札所。

## 歴史

近世の清水寺（信濃奇勝録）

- 寺伝によれば天平14年（742年） - 行基が千手観音像・脇侍聖観音像・不動明王像を造像し寺を創建したという[5]。
- 大同年間に坂上田村麻呂（758－811）中興という[4]。
- 1125年（天治2年） - 僧妙達蘇生注記に天暦5年（951年）の出来事として信濃国水内郡善光寺の文献初出とされる記述と共に「清水寺」として見える。「信濃国の清水寺に住んだ僧の利有師は金泥を以て一切経を書き奉った。此の功徳に依って都率天内院に生まれ獅子座に上った」との内容。
- 1916年（大正5年） - 惣門、鐘楼、庫裡、仁王門、三重塔、大日堂、釈迦堂、薬師堂、観音堂などを構えた大伽藍を焼失する[5]（保科大火）。
- 1923年（大正12年） - 内仏殿完成[5]。

## 文化財

### 重要文化財（国指定）
- 木造聖観音立像（平安時代末期、寄木造）[6]
- 木造千手観音坐像及び脇侍地蔵菩薩立像（千手観音は平安時代中期、一木造、地蔵菩薩は平安時代末期、寄木造）
- 木造阿弥陀如来立像（平安時代末期、寄木造漆箔）
- 木造薬師如来坐像（平安時代中期、一木造）
- 木造広目天立像・多聞天立像（平安時代末期、寄木造）
- 絹本著色両界曼荼羅図
- 鉄鍬形 金銅雲竜紋象嵌－坂上田村麻呂が納めたと伝わる日本最古の鉄鍬形とされる。

上記のものを含めた仏像16体は、明治42年に奈良県の石位寺が売却したものを清水寺伽藍焼失後の復興事業として大正6年に購入した。

### 火災で焼失した文化財
1916年（大正5年）の火災で、以下の特別保護建造物2件、旧国宝の仏像2件（5躯）が焼失した。特別保護建造物および旧国宝はいずれも現行法（文化財保護法）の重要文化財に相当する。
- 清水寺大日堂 - 永仁2年（1294年）
- 清水寺三重塔 - 鎌倉時代末から南北朝時代頃の建築で、初重の縁は肘木と斗で支える興福寺（奈良県、平安時代末から鎌倉時代、国宝）、大法寺（長野県、鎌倉時代、国宝）、那谷寺（石川県、江戸時代、重要文化財）の塔と同形式である。
- 木造大日如来坐像
- 木造四天王立像

このほか、仁王門、経蔵、薬師堂、釈迦堂、八将社等を焼失。仁王門・三重塔・大日堂の跡は長野市指定史跡に指定されている。

## 交通アクセス
公共交通機関
JRおよび長野電鉄・長野駅より保科温泉行き路線バスで約50分、「清水寺大門」バス停で下車、徒歩5分。
自家用自動車
上信越自動車道・須坂長野東インターチェンジから8キロメートル、自動車で約15分。普通車30台が駐車可能な駐車場がある。
拝観時間は午前9時から午後4時まで、有料。